# Tachikawa Ki-55
Ki-55 — учебно-тренировочный самолёт, одномоторный моноплан цельнометаллической конструкции.
Разработан под руководством Рёкити Эндо на базе самолёта Tachikawa Ki-36.
Принят на вооружение армии в 1939 года под наименованием самолёт повышенной летной подготовки армейский тип 99 (яп. 九九式高等練習機).
Из числа выпущенных, 311 шт было произведено на заводах компании Kawasaki.
Кодовое имя союзников — «Ида» («Ida»).

## Тактико-технические характеристики (Ki-55)

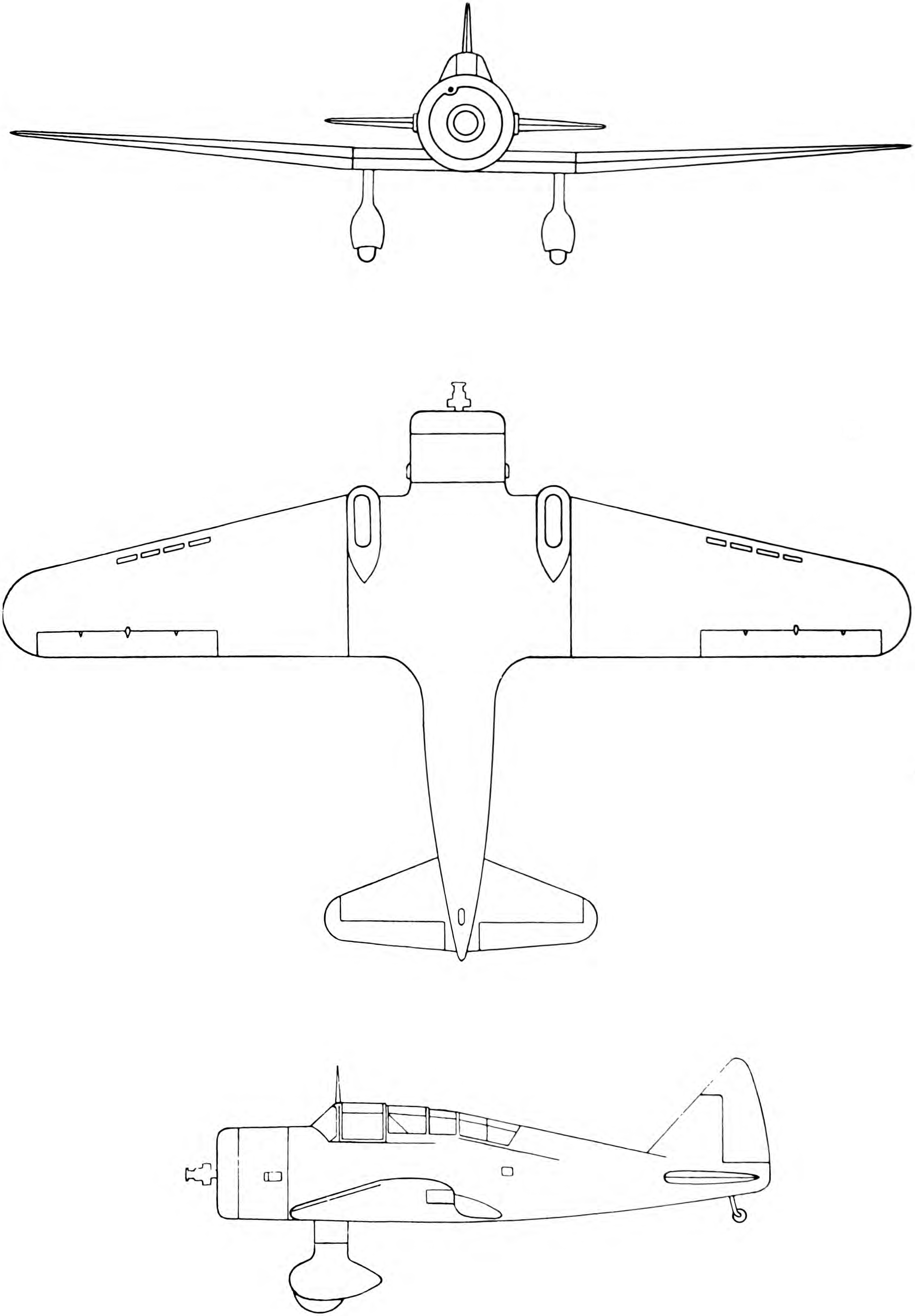
Схема Ki-55

Источник данных: Japanese Aircraft of the Pacific War

Технические характеристики
- Экипаж: 2
- Длина: 8,0 м
- Размах крыла: 11,8 м
- Высота: 3,64 м
- Площадь крыла: 20 м²
- Профиль крыла: корень: NACA 23014; законцовки: NACA 23006[3]
- Масса пустого: 1 292 кг
- Нормальная взлётная масса: 1 721 кг
- Силовая установка: 1 × 9-цилиндровый радиальный воздушного охлаждения Hitachi Ha13a
- Мощность двигателей: 1 × 510 л. с. (1 × 380 кВт)
- Воздушный винт: двухлопастный, деревянный

Лётные характеристики
- Максимальная скорость: 349 км/ч на 2 200 м
- Крейсерская скорость: 235 км/ч
- Практическая дальность: 1 060 м
- Практический потолок: 8 200 м
- Скороподъёмность: (3 000 м за 6 мин 26 сек)
- Нагрузка на крыло: 86,1 кг/м²
- Тяговооружённость: 0,222 кВт/кг

Вооружение
- Стрелково-пушечное: 1 x 7,7-мм пулемёт Тип 89

## Эксплуатанты

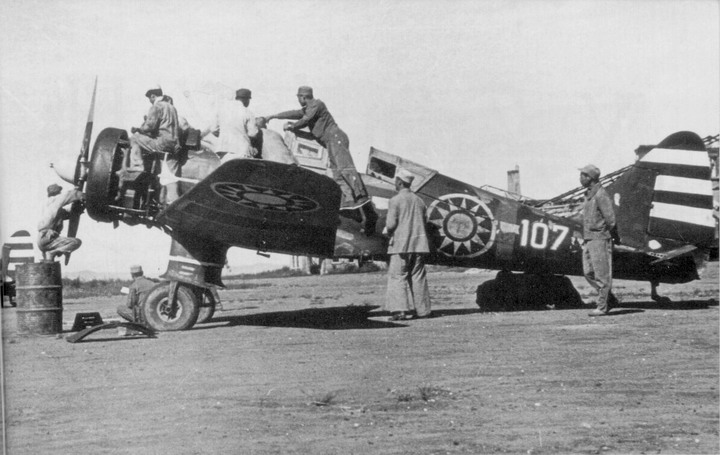
Самолёт Тип 99 одной из авиашкол Народно-освободительной армии Китая (1946 г). На тот момент Китайская Народная Республика ещё не была создана, поэтому нанесенные на него опознавательные знаки те же, что у ВВС Республики Китай, но с белой окантовкой.

Япония
- ВВС Императорской армии Японии

- авиашкола Кумагая
- авиашкола Мито
- авиашкола Тачиараи
- авиашкола Уцуномия

 Маньчжоу-го
- Императорские ВВС Маньчжоу-го

 нанкинское правительство Ван Цзинвэя
- ВВС коллаборационистской китайской армии: несколько самолётов переданы Японией.

 Китайская Республика
- ВВС Китайской Республики: трофейные.

 Китай
- Военно-воздушные силы Китайской Народной Республики захваченные в конце войны самолёты применялись до 1953 года.

 Сиам (ныне Таиланд)
- Королевские ВВС Сиама (возможно Ki-36 (BF6 Tachikawa))

У Рене Франсильона также упоминаются поставки самолёта для ВВС японского сателлита — Кохинхины (южная часть теперешнего Вьетнама).